# 比约恩·博里
比约恩·博里（瑞典語：Björn Borg，瑞典語發音：[ˈbjœːɳ ˈbɔrj]，1956年6月6日—），瑞典前職業網球運動員，单打最高世界排名第一，11座大滿貫得主，國際網球名人堂成員。 現役網球員莱奥·博里是他的兒子。
他在1974–1981年短短8年間奪得66個ATP男單冠军。在1982年宣告退役的他，於1987年成為国际网球名人堂成员。
博里生涯總共拿下11座大满贯，包括包括六座法網男單冠軍（1974、1975、1978、1979、1980、1981）、5座温网男單冠軍（1976、1977、1978、1979、1980），是公開賽年代以來首名奪得十個或以上大滿貫男單冠軍的網球運動員。
他曾是公开赛时代以来男子單打獲勝率最高的球員（654胜140负，獲勝率為82.37%），也是1979年、1980年ATP單打年終世界排名第一，和1978–1980年連續三屆ITF世界冠軍，以及1976–1980年連續五屆ATP年度最佳球员（ATP Player of The Year）。
博里与麦肯罗被公认为男子网球史上最伟大的一对对手之一，由於博里形象冷酷而麦肯罗性格暴躁，形成「冰與火」的強烈對比，尤其1980年温布尔登网球公开赛男单决赛是网球史上的至尊经典之一。因賽程起伏極具戲劇性，於2017年曾被拍成電影博格 vs 麥肯羅。

## 網球生涯

### 早年
比约恩·博里出生和成長於斯德哥爾摩省南泰利耶（Södertälje），一個靠近斯德哥爾摩的小鎮。博里對網球產生興趣，緣於一次他父親送了一支網球拍給他，這支網球拍是因他父親在一次賽中獲得獎金而買下的。自此踏出了他在網球事業的第一步。
1972年，15歲的博里成為最年輕的選手代表瑞典參加戴维斯杯網球賽，當年他亦贏得温布尔登青少年組男單冠軍。1974年，他首奪法網男單冠軍。1975年，他協助瑞典奪得的戴維斯盃（參看戴维斯杯一段落）。 1976年，他首奪温布尔登男單冠軍。1977年8月23日，他首次登上ATP單打世界排名第一位，不過僅維持了一週，就被宿敵康诺尔斯重奪過來。

### 巔峰
70年代中–80年代初，他曾稱霸法网和温布尔登兩項大滿貫  （页面存档备份，存于） （页面存档备份，存于）。 1979年、1980年連續兩年成為ATP單打年終世界排名第一。 此外，他在1978–1980年連續三年獲得ITF世界冠軍（為首位獲得此殊榮的男子球員）和1976–1980年連續五年成為ATP年度球员，從而建立了自己的王朝，成為那個年代男子網球的代言人。 至今，他被視為其中一位GOAT（Greatest Of All Time）的職業網球員。 他在70年代曾在法網男單決賽兩挫維拉斯（1975及1978年），以及在温布尔登男單決賽兩挫康诺尔斯（1977及1978年），博里也成為兩人的剋星（博里對上述兩位同代名宿均有較佳對賽成績 ：博里 17-5 維拉斯、博里 15-8 康诺尔斯）。
1981年，他在法網男單決賽僅以五盤擊敗首次打進大滿貫的未來球王伦德尔，奪得最後一個大滿貫男單冠軍。 同年他卻在温布尔登和美网兩項男單決賽接連被宿敵约翰·麦肯罗接連擊敗後，王朝宣告瓦解。 但事實上兩人的對賽成績仍不相伯仲，雖然兩人對賽時間只有短短四年（1978–1981年），卻因為經典性和劃時代性而被稱頌為其中一對最偉大對手。

### 退休
1981年他年終排名第4，但他只參加9個巡迴賽，獲得35勝6負，包括法網在內三個冠軍，以及溫布頓美網兩個大滿貫亞軍 。 可是，ATP因為他該年參賽量不足，要求他在翌年的巡迴賽必須由資格賽打起，直接導致他在1982年因參賽問題和ATP產生矛盾，出乎意外地宣告退休，但直至1984年仍偶爾參加如蒙地卡羅等少量ATP賽事，惟成績不佳。
1990年代初，他亦曾經復出參加小量ATP比賽，但是次復出也不成功。 仍使用木製球拍的他，在ATP單打比賽中未能取得任何勝仗。
他曾是ATP歷史中單打獲勝率最高球員（654胜140负，獲勝率為82.37%，後被現役的拿度、祖高域僅僅壓過而排第3）。職業生涯奖金共3,655,751美元。不過，波格在生涯中只參加過27次大滿貫男單比賽中，奪得11冠5亞，合共141勝16負（89.81%勝率），為公開賽年代以來大滿貫賽男單比賽勝數、入決賽率和奪冠率最高球員。
2006年，他因為陷入財困，宣佈拍賣温布尔登冠軍獎盃和比賽使用的木質球拍，結果引起一些球迷和網球名宿的迴響和反對，博里最終也收回拍賣的決定。
2017年，波格作為領隊帶領費達拿和拿度領銜的歐洲聯隊，在利華盃網球賽（Laver Cup）中，擊敗宿敵麥根萊作為領隊帶領的世界聯隊，奪得冠軍。

## 技術分析
博里是公開化年代相當有擊球特色的防禦型底線型球員，他與眾不同的雙手反拍以右手主要施力，在擊球後的隨揮會放開左手，類似單手反拍選手。博里專注於後場擊球，並持續發出穩定的上旋球，是當時率先大量使用上旋球的頂尖球員，搭配其優越的身體素質，他在红土賽表現突出，奪得多個ATP红土賽事男單冠軍（包括6次法网男單冠軍）。 不過他曾說過自己愛草地甚於红土，所以1976年温布尔登開賽前進行發球上網特訓，結果如願首奪温布尔登男單冠軍。其中一個令博里獨一無二的特點便是其在溫布頓草地球場上的統治。自二次大戰以來，底線球員在此並不出眾，部分專家認為其在草地上的統治歸功於他的耐力、以及被低估的發球、網前能力、以及在草地上的適應力，在對壘頂尖球員時，他會在一發大量使用發球上網，而二發則習慣停留在底線防守。博里在各型場地皆有奪冠的紀錄，對各類型場地皆能適應，在室內地毯賽戰績也不錯，相對而言，硬地賽是他較弱的一環。
他的個人形像突出，吸引了不少歐美以至全世界球迷，令70年代的男子網壇走向偶像化。

## 大满贯

### 男單冠軍（11）
| 年份 | 比賽     | 場地 | 決賽對手     | 對手國籍     | 勝方比分                  |
| ---- | -------- | ---- | ------------ | ------------ | ------------------------- |
| 1974 | 法网     | 红土 | 奥兰特斯     | 西班牙       | 2-6, 61-7, 6-0, 6-1, 6-1  |
| 1975 | 法网     | 红土 | 維拉斯       | 阿根廷       | 6-2, 6-3, 6-4             |
| 1976 | 温布尔登 | 草地 | 納斯塔塞     | 羅馬尼亞     | 6-4, 6-2, 9-7             |
| 1977 | 温布尔登 | 草地 |              | 美國         | 3-6, 6-2, 6-1, 5-7, 6-4   |
| 1978 | 法网     | 红土 | 維拉斯       | 阿根廷       | 6-1, 6-1, 6-3             |
| 1978 | 温布尔登 | 草地 | 康諾斯       | 美國         | 6-2, 6-2, 6-3             |
| 1979 | 法网     | 红土 | Victor Pecci | 巴拉圭       | 6-3, 6-1, 66-7, 6-4       |
| 1979 | 温布尔登 | 草地 | 坦纳         | 美國         | 64-7, 6-1, 3-6, 6-3, 6-4  |
| 1980 | 法网     | 红土 | 格鲁莱蒂斯   | 美國         | 6-4, 6-1, 6-2             |
| 1980 | 温布尔登 | 草地 | 约翰·麦肯罗  | 美國         | 1-6, 7-5, 6-3, 616-7, 8-6 |
| 1981 | 法网     | 紅土 | 伦德尔       | 捷克斯洛伐克 | 6-1, 4-6, 6-2, 3-6, 6-1   |

### 男單亞軍（5）
| 年份 | 比賽     | 場地 | 決賽對手    | 對手國籍 | 勝方比分                  |
| ---- | -------- | ---- | ----------- | -------- | ------------------------- |
| 1976 | 美网     |      | 康諾斯      | 美國     | 6-4, 3-6, 7-69, 6-4       |
| 1978 | 美网     | 硬地 | 康諾斯      | 美國     | 6-4, 6-2, 6-2             |
| 1980 | 美网     | 硬地 | 约翰·麦肯罗 | 美國     | 7-64, 6-1, 65-7, 5-7, 6-4 |
| 1981 | 温布尔登 | 草地 | 约翰·麦肯罗 | 美國     | 4-6, 7-61, 7-64, 6-4      |
| 1981 | 美网     | 硬地 | 约翰·麦肯罗 | 美國     | 4-6, 6-2, 6-4, 6-3        |

## ATP年终赛

### 冠軍（2）
| 年份 | 舉行地點 | 決賽對手   | 對手國籍     | 勝方比分      |
| ---- | -------- | ---------- | ------------ | ------------- |
| 1979 | 美國紐約 | 格魯萊蒂斯 | 美國         | 6-2, 6-2      |
| 1980 | 美國紐約 | 伦德尔     | 捷克斯洛伐克 | 6-4, 6-2, 6-2 |

### 亞軍（2）
| 年份 | 舉行地點       | 決賽對手 | 對手國籍 | 勝方比分      |
| ---- | -------------- | -------- | -------- | ------------- |
| 1975 | 瑞典斯德哥爾摩 | 納斯塔塞 | 羅馬尼亞 | 6-2, 6-2, 6-1 |
| 1977 | 美國紐約       | 康諾斯   | 美國     | 6-4, 1-6, 6-4 |

## 特殊紀錄
博里是網壇傳奇的“歐洲大滿貫之王”，草地或红土都登峰造极。他曾奪得6次法网男單冠軍（1974-75年、1978-81年，曾是公開賽年代中獲得最多次法網男單冠軍，後被2012年第7次奪冠的纳达尔打破），以及在温布尔登男單五連冠（1976-80年，與費德勒並列為公開賽年代中温布尔登男單最長連冠）。他亦是男子網壇歷史上中唯一一位連續三年奪得法网-温布尔登背靠背 (海峽大滿貫，Channel Slam) 男單冠軍的球員。 他連續8年的奪冠生涯中，每年不是在法网稱霸，便是在温布尔登奪魁。
博里不大喜歡在年底參加比賽（當年還是在草地進行比賽的澳网在1977年以後更提前在12月舉行），理由是要確保有足夠休息。他生涯中亦只曾在1974年參賽，自此以後便沒有再參加澳網的比賽，故他沒有在澳網稱王。也是因為這個緣故，博里生涯只參加27次成年組大滿貫男單比賽，並打入16次決賽（11冠5亞），創出網球史上最高成年組大滿貫單打比賽打入決賽率（59.26%）和奪冠率（40.74%）。他亦是公開賽年代以來首位獲得超過10個大滿貫男單錦標的球員。
他曾4次闖進美網決賽，1976年和1978年負於美國宿敵康诺尔斯，1980年和1981年則負於另一美國宿敵约翰·麦肯罗。另外，他亦兩奪年終大師賽冠軍（1979-80年）。

## ATP巡迴賽

### 單打冠軍（66）
- 1974年 (8) - 奧克蘭、倫敦WCT、聖保羅WCT、羅馬、法網、瑞典公開賽（巴斯塔德）、波士頓（前美國職業錦標賽）、阿德雷德
- 1975年 (5) - 維珍尼亞州里奇蒙WCT、博洛尼亞 WCT、法網、波士頓（前美國職業錦標賽）、巴塞隆拿-3
- 1976年 (7) - 多倫多室內WCT、聖保羅WCT、達拉斯WCT（WCT總決賽）、杜塞尔多夫、温布尔登、波士頓（前美國職業錦標賽）、世界邀請經典賽
- 1977年 (12) - 百事大滿貫、田納西州孟菲斯、尼斯、蒙特卡洛WCT、丹佛、温布尔登、國際邀請經典賽、馬德里、巴塞隆拿、巴塞爾（大衛杜夫瑞士室內賽）、科隆、温布利（前溫布萊職業錦標賽）
- 1978年 (9) [1]- 阿拉巴馬州伯明罕WCT、百事大滿貫、拉斯維加斯WCT、米蘭WCT、羅馬、法網、温布尔登、瑞典公開賽（巴斯塔德）、東京-2（東京室內賽）
- 1979年 (13) [2]- 里奇蒙WCT、百事大滿貫、鹿特丹WCT、蒙特卡洛WCT、拉斯維加斯（阿蘭·金經典賽）、法網、温布尔登、瑞典公開賽（巴斯塔德）、多倫多、巴勒莫、東京-2（東京室內賽）、蒙特利尔WCT 挑戰盃、高露潔-棕欖年終大師賽
- 1980年 (9) [3]- 百事大滿貫、沙利斯伯利WCT、尼斯、蒙特卡洛WCT、拉斯維加斯（阿蘭·金經典賽）、法網、温布尔登、斯德哥爾摩、富豪集團年終大師賽
- 1981年 (3) - 法網、斯图加特-2、日內瓦

### 雙打冠軍（4）
- 1974年 (2) - 巴塞隆拿-3、瑞典公開賽（巴斯塔德）
- 1975年 (2) - 倫敦 WCT、博洛尼亞 WCT

### 團體

#### 戴维斯杯
博里多次代表瑞典隊參加戴维斯杯，帶領瑞典隊在戴维斯杯取得1次冠軍。
- 1975年決賽勝捷克斯洛伐克3:2
- 按：戴维斯杯是一年一度男子網球的世界團體錦標賽，是國際網球比賽中最高水平的團體賽。

## 經典賽事

### 1980年温布尔登男單決賽
- 博里 對 约翰·麦肯罗 1-6, 7-5, 6-3, 616-7, 8-6
  - 尋求五連冠的他和约翰·麦肯罗合演了一場被譽為最偉大的温布尔登決賽，雙方交戰五盤之下最終由博里成功实现五连冠（比分: 1-6, 7-5, 6-3, 616-7, 8-6），但第四盤的搶七局長達20分鐘，尤其是麦肯罗更近乎奇迹地逃过了五個冠軍點，令比賽最終拖入決勝盤，結果博里在的長盤制時段破掉约翰·麦肯罗一個發球局贏8-6，獲得冠軍。

## 歷年世界排名

### ATP單打年終世界排名
| 年份                     | 73 | 74 | 75 | 76 | 77 | 78 | 79 | 80 | 81 | 82  | 83  | 84  | ... | 91   | 92  | 93   |
| ------------------------ | -- | -- | -- | -- | -- | -- | -- | -- | -- | --- | --- | --- | --- | ---- | --- | ---- |
| ATP男子單打 年終世界排名 | 18 | 3  | 3  | 2  | 3  | 2  | 1  | 1  | 4  | 262 | 281 | 741 | ... | 1131 | 769 | 1120 |

### 109週ATP單打世界排名第一
| 球王任期                      | 前任球王    | 繼任球王    | 連續週數 | 累積週數 |
| ----------------------------- | ----------- | ----------- | -------- | -------- |
| 1977年8月23日 - 1977年8月29日 | 康諾斯      | 康諾斯      | 1週      | 1週      |
| 1979年4月9日 - 1979年5月20日  | 康諾斯      | 康諾斯      | 6週      | 7週      |
| 1979年7月9日 - 1980年3月2日   | 康諾斯      | 康諾斯      | 34週     | 41週     |
| 1980年3月24日 - 1980年8月10日 | 约翰·麦肯罗 | 约翰·麦肯罗 | 20週     | 61週     |
| 1980年8月18日 - 1981年7月5日  | 约翰·麦肯罗 | 约翰·麦肯罗 | 46週     | 107週    |
| 1981年7月20日 - 1981年8月2日  | 约翰·麦肯罗 | 约翰·麦肯罗 | 2週      | 109週    |

## 外部連結
- 國際網球名人堂 比约恩·博里個人資料 （页面存档备份，存于）
- 比约恩·博里（英文/西班牙文）的官方資料
- 比约恩·博里的國際網球總會 職業／青少年 官方資料（英文）
- 比约恩·博里的官方資料（英文）
- 互联网电影数据库（IMDb）上《Borg McEnroe (2017)》的资料（英文）